# Tim Claessens
Tim Claessens (Sittard, 9 januari 1999) is een Nederlandse handbalspeler die sinds 2020 bij Achilles Bocholt speelt.

## Biografie
Claessens begon met handballen bij BFC en maakte op jonge leeftijd de overstap naar Sittardia. Via Sittardia kwam hij in het talententeam terecht van Limburg Lions. In 2017 verruilde hij het tweede team van Limburg Lions voor het eerste team van Volendam. In 2020 ging Claessens naar het Belgische Achilles Bocholt.